# Famille Savorgnan
La famille Savorgnan (parfois aussi Savorgnani) est une famille aristocratique italienne dont les membres furent baron, marquis et comte dans le Frioul, où elle posséda d'importantes terres et des juridictions, et qui fut agrégée en 1385 à la noblesse vénitienne. Son membre le plus éminent dans le monde francophone est Pierre Savorgnan de Brazza (1852-1905), explorateur franco-italien qui lança la colonisation des actuels Gabon et république populaire du Congo.

## Histoire
La famille tire son nom de Savorgnano del Torre, une petite ville juste au nord d'Udine (aujourd'hui un hameau de Povoletto) dont ils étaient les seigneurs féodaux.
La tradition fait venir les Savorgnan d'Aquilée, dans le Frioul, originaires, selon certains, de Moravie, et connus sous le nom de Cipronesi, Ciprionieri ou Cipriani, qui ont suivi Gisulf Ier du Frioul, petit-fils du roi Alboïn, roi des Lombards, lors de la descente de ce dernier en Italie. La première attestation de la famille remonte au VIIIe siècle : après la victoire de Charlemagne sur les Lombards, le nouvel empereur aurait institué le Parlement du Frioul en 777, au sein duquel la famille Savorgnan se distingue comme propriétaire du château de Savorgnano, obtenant en récompense ainsi de Charlemagne et de ses vicaires (les patriarches d'Aquilée ) diverses juridictions, baronnies et fiefs.
Rodolfo et Corrado sont investis dans le fief de Savorgnano en 1254 par le patriarche d'Aquilée, après la révolte du gibelin Rodolfo Ciprioner contre le patriarche d'Aquilée Gregorio da Montelongo : à cette occasion le prélat aurait volé le château du noble rebelle pour l'attribuer à l'un des fils de Federico di Colmalisio, qui déjà en 1261 a obtenu un fief de résidence dans la même localité. Son fils Leonardo est le premier à prendre le nom de famille « di Savorgnano »,.
Également inféodé d’une partie du château d'Udine, la famille se scinde en deux branches, d'Udine et de Cividale. La famille compte de nombreux membres illustres, dont notamment un Francesco, qui, créé par Charles IV comte palatin en 1362,, obtient des patriarches d'Aquilée l'office de margrave d'Istrie. Son fils, Federico III, lors du traité de Turin (1381) entre Venise et Gênes, représente Udine et le Parlement du Frioul, et est assassiné en 1394, apparemment sur ordre de Jean Sobeslav, patriarche d'Aquilée.
En 1385,, la famille est assimilée au patriciat vénitien en la personne dudit comte Federico ; tous leurs titres sont par conséquent reconnus par le Conseil des Pregadi. En 1797, année de la chute de la république de Venise, les Savorgnan figureront encore parmi les familles ayant le droit de vote au Maggior Consiglio.
Tristan, fils de Frédéric et d'Orsina de la noble famille des marquis d'Este, après avoir tenté en vain de créer un État sur les ruines du patriarcat d'Aquilée, est à la tête de l'armée vénitienne en 1420, ce qui conduit au transfert du Frioul sous la domination de la république de Venise.
Iacopo est un condottiere valeureux qui combat contre Charles VIII roi de France à Taro et contre Louis XII à la bataille de Novare (1513) ;  il combat aussi contre Pise en faveur de la République de Venise et contribue notoirement à la victoire de San Regolo en 1494.

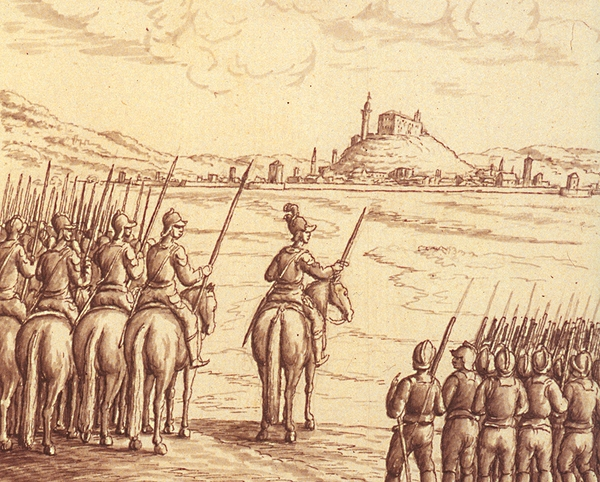
Antonio Savorgnan à Udine en 1511.

Girolamo (1466-1529) est un homme d'armes et un ingénieur précieux. Lorsque Cadore est envahi par les Allemands en 1508, il les vainc à plusieurs reprises, les forçant à fuir. En 1513, après la défaite vénitienne à la bataille de Vicence, il s'enferme dans la forteresse d'Osoppo ; sa résistance aux impériaux est si tenace qu'ils finissent par lever le siège. Il est créé comte de Belgrade par Venise.
Mario l'Ancien, fils de Girolamo, se distingue également  par ses capacités militaires et sa technique de fortification. Il est conseiller du duc d'Urbino pour les fortifications. Il combat en Belgique en 1530, puis en France, où subsistent encore à Landrecy des restes de ses travaux sur les remparts. Il écrit le traité Arte militare terrestre e marittima (Art militaire terrestre et maritime, Venise 1599) et Difesa del Friuli e della Milizia (Défense du Frioul et de la Milizia).

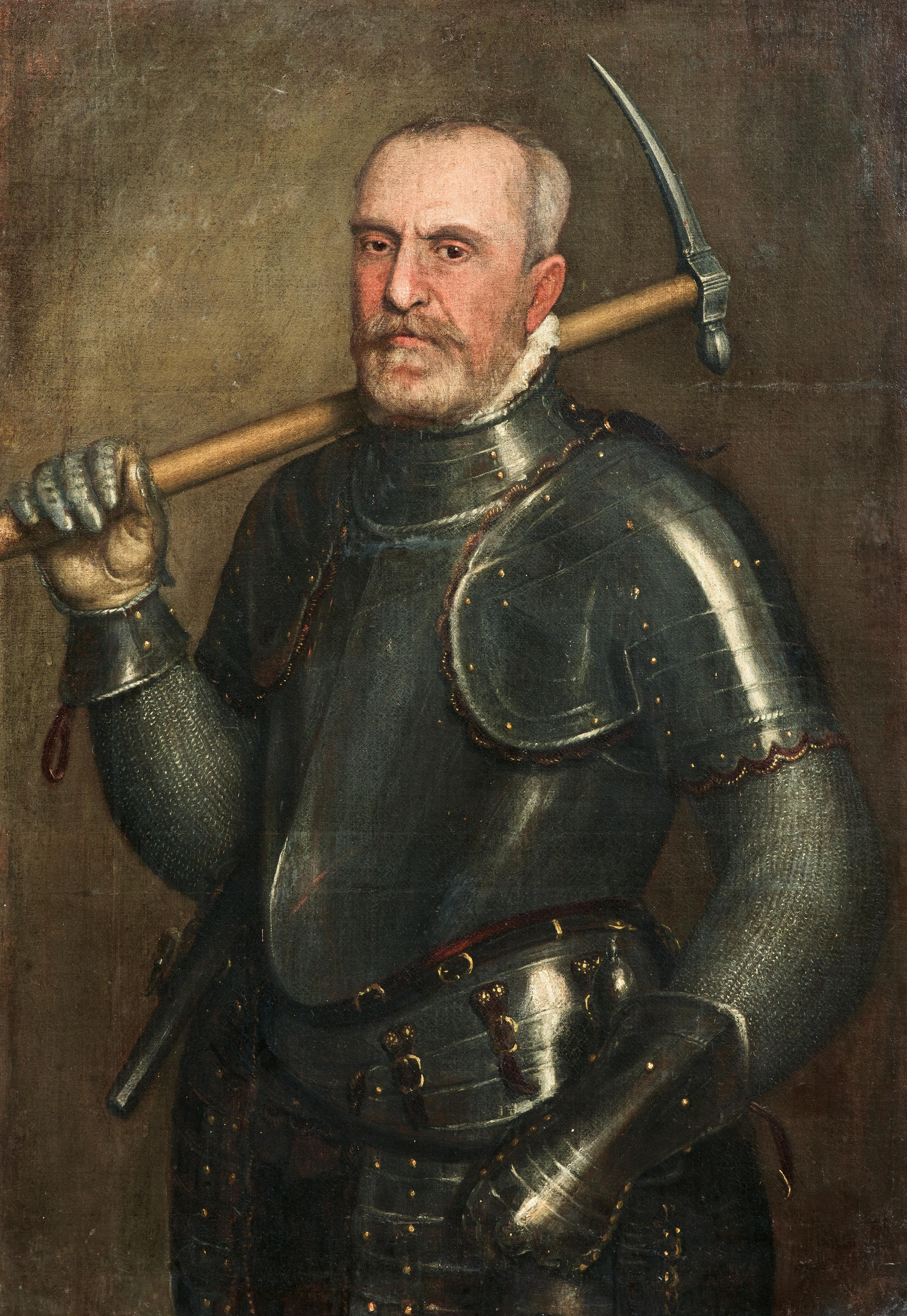
Domenico Brusasorzi (attr), Portrait de Giulio Savorgnan avec une pioche.

Giulio (1516-1595) est peut-être le personnage le plus notable de la famille. Il travaille presque entièrement au service de Venise, qui en 1567 le crée surintendant général de l'artillerie et des fortifications de tout le territoire. Il participe à la défense de Kotor en 1539, est gouverneur de Corfou qu'il fortifie avec de nouveaux ouvrages. De 1562 à 1566, il est à Héraklion et La Canée, toujours constructeur d'ouvrages militaires : les principaux d'entre eux se trouvent encore aujourd'hui à Chypre, où il commence la fameuse muraille aux onze remparts de la forteresse de Nicosie, à Venise, Corfou et Brescia. Il est également le créateur du système des « demi-revêtements », c'est-à-dire de la technique qui consiste à ne pas enduire les bastions et les courtines au-delà du niveau correspondant au faîtage du rempart, afin qu'ils ne soient pas exposés à la vue de l'ennemi. En tant que tireur, il étudie la longueur des pièces et ses répercussions sur le résultat balistique.
Germanicus (1554-1600), autre condottiere et ingénieur militaire, combat en Allemagne où il dirige le siège de Bonn ; il combat les Turcs en Hongrie. Il est nommé conseiller de guerre et surintendant général des fortifications à Visegrád en 1597 ; ses principaux travaux se situent à Casale et à Prague.
Giambattista Tiepolo réalise en 1757 La Noblesse, la Vertu et le Mérite se dirigeant vers le temple de la Gloire, une fresque de 600 × 100 cm, dans le cadre de la décoration de la Ca' Rezzonico à Venise à la suite des noces unissant les familles Rezzonico et Savorgnan, par le mariage de Ludovico Rezzonico et Faustine Savorgnan.

## Branches
Au fil du temps, la famille s'est divisée en diverses branches :
- Savorgnan della Bandiera ;
- Savorgnan dello Scaglione ;
- Savorgnan del Torre (Venise, éteinte au milieu du XIXe siècle) ;
- Savorgnan del Monte Cergneu (Udine) ;
- Savorgnan di Brazzà (ou di Brazzacco, Udine) ;
- Savorgnan di Osoppo (Udine).

### Brazza-Brazzacco Savorgnan Cergneu
Le nom de cette branche dérive d'une série d'achats et d'héritages : ayant hérité du château de Cergnèu avec titre relatif, et acquis le titre de Brazzà, ils deviennent Brazzà-Brazzacco Savorgnan Cergneu. Ils sont confirmés nobles par la Résolution Souveraine du 24 novembre 1820 et confirmés dans le rang de comte le 24 mai 1825.

### Savorgnan del Torre
Cette branche est  étroitement liée à la branche Cergneu. En plus des titres appartenant à la famille, elle se vantait du titre de patriciens vénitiens. En 1623, ils obtiennent le titre de marquis de Ferdinand II du Saint-Empire, en vertu de l'aide apportée à Maximilien Ier du Saint-Empire pendant les guerres d'Italie. Ils s'éteignent au milieu du XIXe siècle et leurs héritiers sont les Cergneu. Le dernier représentant de cette lignée dynastique est Elisabetta Marianna Caterina Grimani, veuve de Mario di Giovanni Savorgnan del Torre, avec qui elle s'est mariée le 22 février 1778. Le gouvernement impérial autrichien lui a reconnu le rang de noblesse par une résolution souveraine du 1er décembre 1817, tant qu'elle est restée veuve.

### Savorgnan di Osoppo
Au cours de la première moitié du XIXe siècle, cette branche est entrée en possession des biens hérités des parents de la branche Torre. Cette lignée dynastique fait également partie du corps patricien de la ville de Venise, titre perdu par la suite au fil du temps. À partir de 1658, elle est inscrite dans l'ordre noble de la ville d'Udine. Ils arborent les insignes des comtes palatins, directement hérités de leur ancêtre Federico, marquis d'Istrie. Ils sont seigneurs du fief d'Osoppo. Dans la première moitié du XIXe siècle, le comte Girolamo Carlo Marco, fils de Giacomo di Ettore et de ND Benedetta Giustiniani, ayant confisqué l'héritage de la famille del Torre, revendique également le titre de marquis accordé à cette dernière par les empereurs au XVIIe siècle. Les Osoppo obtiennent la confirmation de la noblesse ancestrale de l'empire d'Autriche avec la Résolution Souveraine du 15 mai 1825.

### Savorgnan del Monte (d'Osoppo)
Cette branche, toujours florissante, descend du Noble Federico di Savorgnano, del Monte, Patrizio Veneto, marié en 1385 à la Noble Orsina d'Este, de la Maison d'Este. Au fil des années, d'illustres personnalités se sont succédé, comme le fils de Federico Savorgnan et d'Orsina d'Este, le noble Tristano Savorgnan, capitaine d'Udine marié à la noble Tarsia della Scala, seigneurs de Vérone. De ce mariage est né le noble Pagano Savorgnan del Monte qui épouse la noble Madeleine des Comtes Zucco di Cuccagna dont le fils, l'illustre Girolamo Savorgnan del Monte, comte Palatin, comte de Belgrade et Palazzuolo, seigneur d'Osoppo, chevalier de San Marco et sénateur, est un condottiere et un ingénieur militaire qui vainc à plusieurs reprises les Allemands qui ont envahi Cadore en les mettant en fuite. En 1513, il défend la forteresse d'Osoppo, obligeant les Impériaux à lever le siège, il est créé par Venise comte de Belgrade. Girolamo Savorgnan a quatre femmes et plus de vingt enfants ; il épouse la noble Orsina Canal Patrizia Veneta en quatrième mariage, les membres de la famille descendent de ce mariage.

## Personnalités

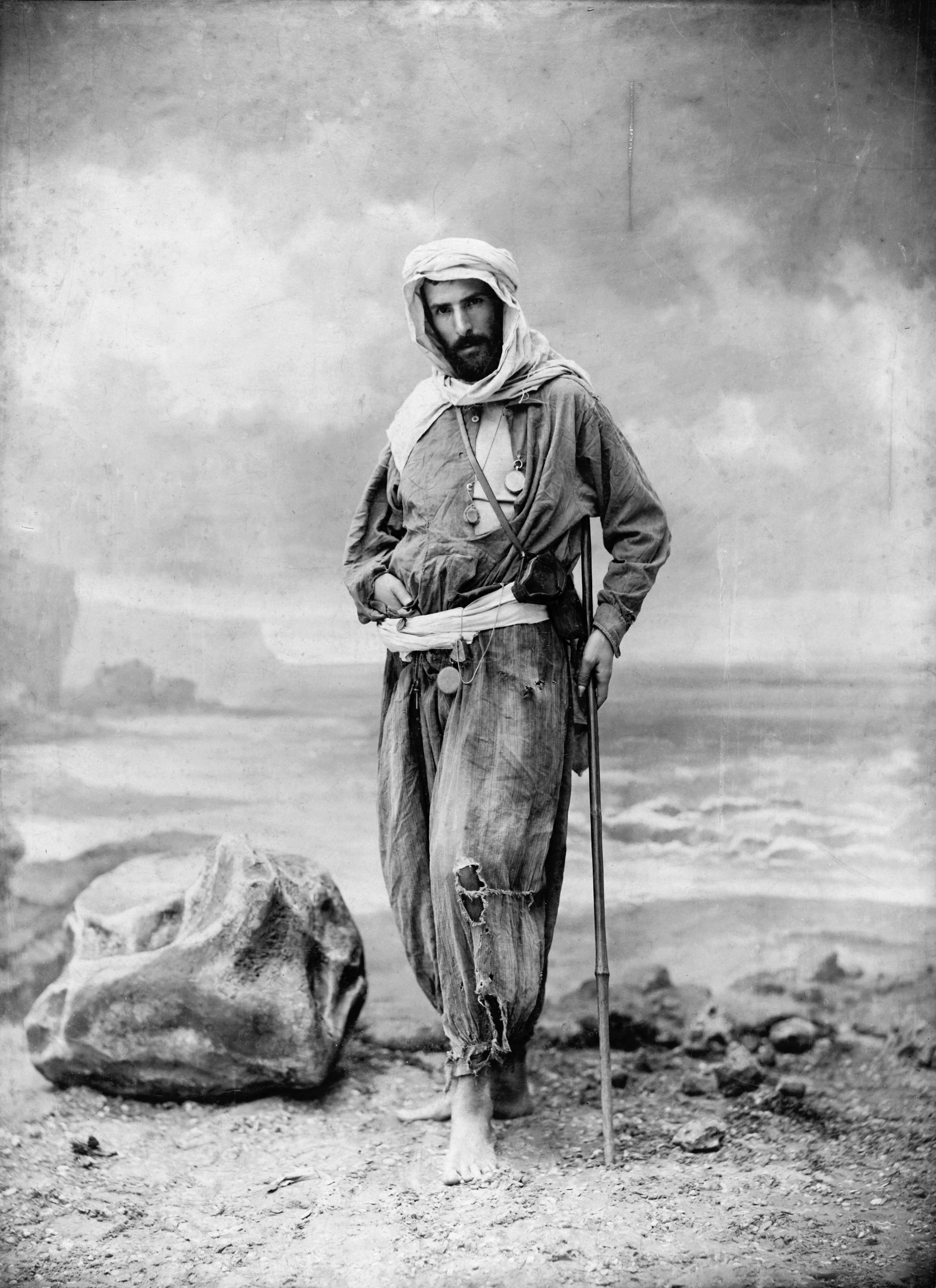
Nadar, Pierre Savorgnan de Brazza.

- Giulio Savorgnan (1510-1595), ingénieur militaire, a construit les fortifications d'Héraklion et Nicosie et la citadelle de Palmanova.
- Pierre Savorgnan de Brazza (1852-1905), explorateur italien naturalisé français ; il fonde en 1880 la ville de Brazzaville encore aujourd'hui la capitale de  la république du Congo.
- (it) Franco Rodolfo Savorgnan (1879-1963), démographe et statisticien fasciste, signataire de La difesa della razza (1938).
- Enzo Savorgnan de Brazzà (1910-1945), militaire et homme politique.

## Postérité
Le blason familial est encore aujourd'hui celui de la ville d'Udine.